# Nelson Techera
Nelson Techera, vollständiger Name Nelson Enrique Techera Placeres, (* 5. August 1981 in Montevideo) ist ein uruguayischer Fußballspieler.

## Verein
Der „Maco“ genannte, 1,86 Meter große Defensivakteur Techera spielte im Jahr 2003 für den westuruguayischen Verein Plaza Colonia in der Primera División. In der Clausura jenes Jahres wird parallel jedoch auch eine Station beim Ligakonkurrenten Nacional geführt. Die Saison 2004 verbrachte er wiederum beim Verein aus Colonia. 2005 ist sodann eine Station beim Paysandú FC verzeichnet. Dort kam er in der Apertura der Spielzeit 2005/06 einmal in der Primera División zu einem Startelf-Einsatz. Seit der Apertura 2006 stand er in Reihen des seinerzeitigen Zweitligisten Sud América, für den er bis einschließlich der Apertura 2008 aktiv war. Dieser Zeitraum wurde lediglich durch ein Zwischenengagement bei Huracán Buceo in der Clausura 2008 unterbrochen. Ab der Clausura 2009 bis einschließlich der Clausura 2012 gehörte er dem Kader Cerritos an. In den Spielzeiten 2009/10 und 2011/12 kam er in 50 Begegnungen der Ersten Liga zum Einsatz. Dabei erzielte er drei Treffer. In Clausura 2009 und Apertura 2010 sind zudem ein bzw. zwei Zweitligaspiele für ihn verzeichnet (ein bzw. zwei Tore). Bei Cerrito war er zuletzt Mannschaftskapitän. Seit der Saison 2012/13 spielt er in der Primera División für El Tanque Sisley und absolvierte in der Apertura 2012 sieben Partien im Ligabetrieb. Bei El Tanque Sisley stand er auch in der Saison 2013/14 unter Vertrag. In der Apertura 2013 lief er zweimal in der Primera División auf. Anfang 2014 wechselte er zurück zu Cerrito. Dort absolvierte er sieben Zweitligaspiele (kein Tor). Im September 2014 schloss er sich dem Zweitligakonkurrenten Canadian Soccer Club an. In der Spielzeit 2014/15 wurde er bis zu seinem letzten Ligaspiel am 20. Dezember 2014 13-mal in der zweithöchsten uruguayischen Spielklasse eingesetzt und erzielte ein Tor. In der Saison 2015/16 sind bislang (Stand: 9. August 2016) weder Einsätze noch eine Kaderzugehörigkeit verzeichnet.